# Galaxias niger
Galaxias niger är en fiskart som beskrevs av Andrews, 1985. Galaxias niger ingår i släktet Galaxias och familjen Galaxiidae. Inga underarter finns listade i Catalogue of Life.